# デイヴィッド・チッパーフィールド
サー・デイヴィッド・アラン・チッパーフィールド CBE RA RDI RIBA（Sir David Alan Chipperfield、1953年12月18日 - ）は英国ロンドン出身の建築家。ロンドン、ベルリン、ミラノに事務所を構え、上海にも駐在員事務所がある。

## キャリア
チッパーフィールドは建築をキングストンポリテクニックで学び、1976年にAAスクールと共に卒業した。ダグラス・スティーヴンやリチャード・ロジャース、ノーマン・フォスターらの下で働いたのち1984年に自らの事務所デイヴィッド・チッパーフィールド・アーキテクツを立ち上げる。15カ国から250人を超えるスタッフが彼のもとで働いている。ヨーロッパでは特にドイツでの功績が大きい。

## 業績

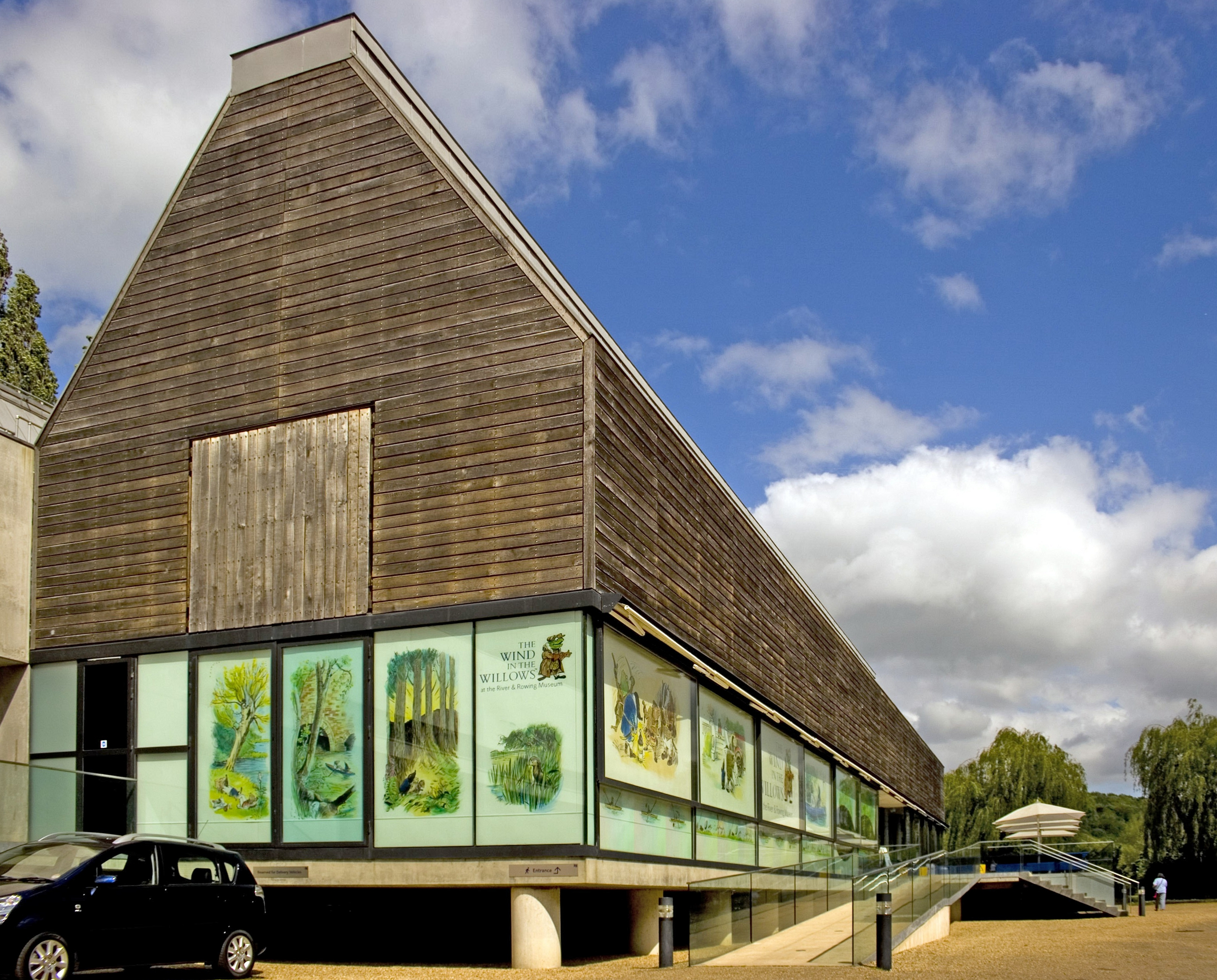
ヘンリー・オン・テムズのRiver and Rowing Museum

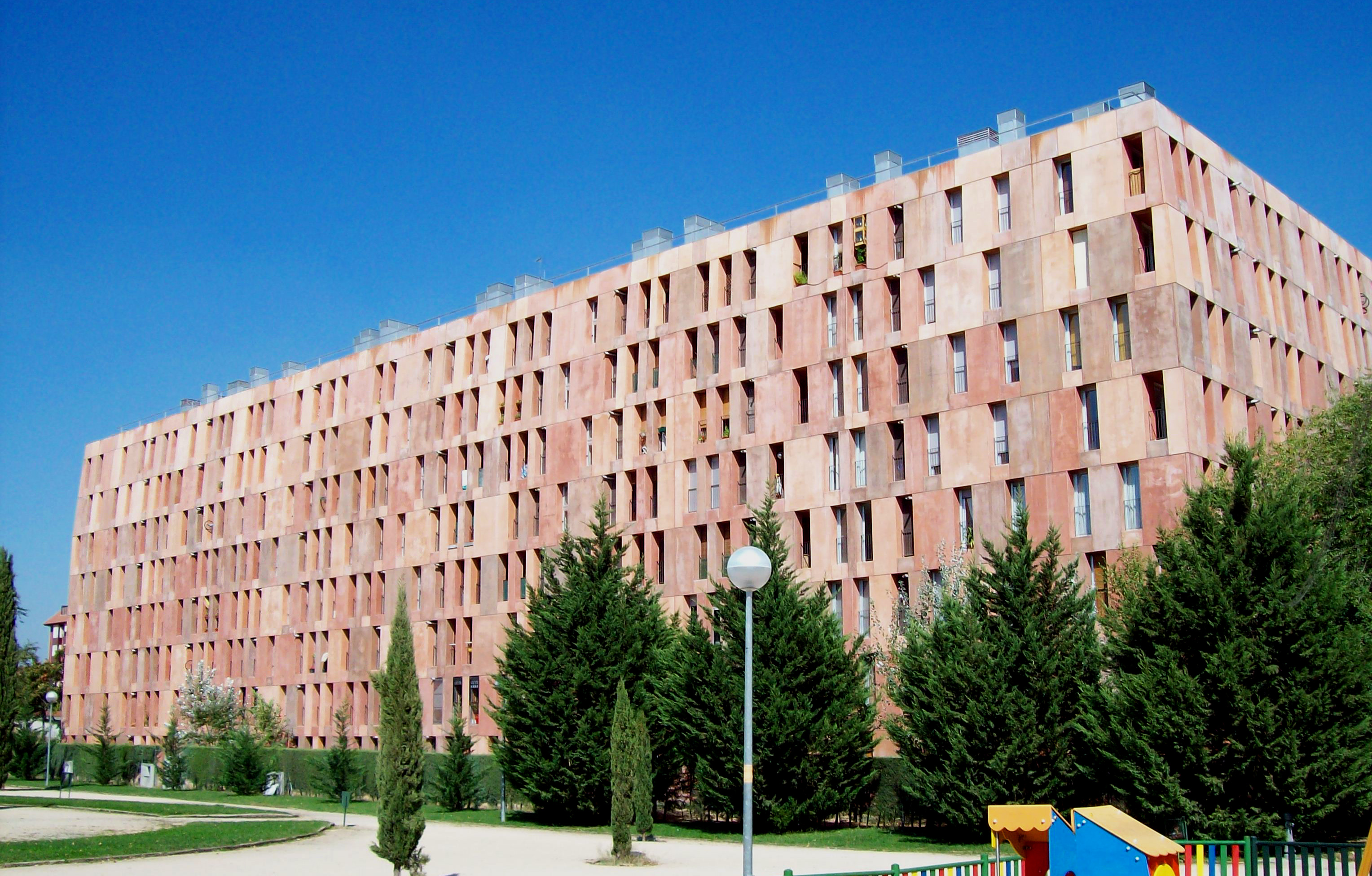
マドリード 集合住宅 2005.

最初の業績は1980年代日本でのものである。イングランドでの初期の作品は厳格で極めて単純化されているものが多い。
1983年にはロンドンのスローン・ストリートにあるイッセイ・ミヤケ店舗を手がける。ファッション写真家のニック・ナイトのための邸宅もこの時期の作品。その後数々の賞を受賞した代表作River and Rowing Museumをヘンリー・オン・テムズにデザインする。緑色に彩色されたオーク、コンクリート、ガラスの外膜が特徴である。テート・モダンの建築設計競技は最終的にヘルツォーク&ド・ムーロンが勝利したが、その選抜候補者のうち唯一本国英国出身の建築家であった。
その頃から、チッパーフィールドはヨーロッパや米国中で、文化や市民のための建築の権威として認識されている。第二次大戦で深刻な被害を受けたベルリン新博物館の修復を手がけ、2009年10月にリオープンした。このプロジェクトは90年代中頃の初期コンペ段階から続いていたが、その傍らムゼウムスインゼル（博物館島の意）と呼ばれる5つの重要な美術館・博物館群（新博物館もそのひとつ）のマスタープランも築き上げた。この博物館群はユネスコの世界遺産に登録されている。新博物館のエントランスの建物は新設で、2013年に建設完了した。
2000年代からは活動の中心を米国に移し始めた。2005年にはアイオワ州ダベンポートにFigge Art Museumを設計した。同じくアイオワ州のデモインでデモイン公共図書館の設計を2001年に受託する。他にもアンカレッジやポルトガルでのプロジェクトを進行させている。
2009年には自身の設計した前述のデモイン公共図書館において撮影制限をかけ、論争を巻き起こした。
建築学科の教員としてヨーロッパと米国で教えており、1995年から2001年にはシュツットガルトのStaatliche Akademie der Bildenden Künsteで教鞭をとる。エスコラ・テクニカではミース・ファン・デル・ローエの名を冠する教授職についており、またイェール大学スクール・オブ・アーキテクチャーではノーマン・フォスターの名を冠した教授職を得ている。
2009年には"Form Matters（形は重要である）"と題する業績回顧展がロンドンのデザインミュージアムで催された。初期（1985年）には9H Galleryという名前の現代建築専門のギャラリーを創設したことがある。9Hという名前は、ヨーロッパの鉛筆の硬度のうち最も硬いものである（鉛筆の硬度を参照）。ヘルツォーク&ド・ムーロンやアルヴァロ・シザ、ラファエル・モネオ、スイスのルイジ・スノッツィ、マリオ・ボッタといった当時あまり知られていなかった欧州の建築事務所により広く注目を集めるためであった。2000年にはヴェネツィア・ビエンナーレに出展する英国を代表する建築家の1人となっていた。2012年にはヴェネツィア・ビエンナーレのキュレーター（総合ディレクター）を勤める。

## 評価
1999年にテッセノー・ゴールドメダルを受賞。2004年には大英帝国勲章コマンダーに建築への貢献serviceにより叙勲される。2003年フローレンス・アカデミー・オブ・アート・アンド・デザイン名誉会員。 2008年3月に出身大学キングストン大学から名誉博士号。2009年ドイツ連邦共和国功労勲章。2010年のNew Year Honoursでは、ドイツと英国における建築への功績により下級勲爵士 の一員に選ばれる。
プロダクトデザインも数点手がけており、彼の階調様の広がりをもつアレッシィのためのセラミックはCompassod’Oroを2011年に受賞した。Pianaという名前の折りたたみ椅子はニューヨーク近代美術館の永久収蔵品として選定されている。

### 受賞
- 2010年 ウルフ賞芸術部門
- 2011年 RIBAゴールドメダル[11]
- 2013年 高松宮殿下記念世界文化賞[12]
- 2023年 プリツカー賞[13]